# 不列顛 (名稱)
不列顛（英語：Britain）這個名稱是源於不列顛尼亞（Britannia，或可譯成大不列顛，早期拼寫為Brittannia）這個拉丁文名稱，經由古法語的Britain（那裡也是指現代法語中的Bretagne，即布列塔尼）以及中古英語的Bretayne, Breteyne這些詞發展而來。該法文詞來自被取代的古英語詞Breoton, Breoten, Bryten, Breten（也可能包括了Breoton-lond, Breten-lond）。而該拉丁文詞則是從希臘詞組Prettanike或Brettaniai而來，原本意指一群有著各自名字的島嶼。這些島嶼包括了阿爾比恩（Albion；希臘文：Ἀλβιών），也是目前已知最早用來稱呼大不列顛島的名字（參見不列顛群島）。到了公元前一世紀，不列顛尼亞常常特別被用來指大不列顛島。這個轉變由於羅馬人的征服以及緊接著的羅馬帝國不列顛尼亞行省之建立而進一步地被穩固。不列顛尼亞行省最終包含了這座島在加勒多尼亞（Caledonia，相當於今天的蘇格蘭）以南的部分。

## 歷史
拉丁語不列顛尼亞是出自大約公元前320年的古希臘，一篇由古希臘航海探險家皮西亞斯所寫的旅遊文章中。這篇文章描述了在北大西洋的各種與圖勒島（Thule，可能是現在的冰島或是昔德蘭群島）一樣遠的島嶼。而不列顛尼亞的另一個有著第二個-t-的拼法（Brittannia）雖然是次要的，但可以追溯到羅馬時期。
畢特阿斯描述圖勒島是Πρεττανικη（Prettanike）或Βρεττανίαι（Brettaniai）最北的部分。而在托勒密的《天文學大成》中，托勒密使用Μικρὰ Βρεττανία（Mikra Brettania）這個詞來指愛爾蘭，雖然在他後來的作品《地理學指南》中他又改用Ιουερνία（Iwernia）這個詞來指愛爾蘭。至於狄奧多羅斯在公元前一世紀採用了Πρεττανια（Prettania）這個詞，而斯特拉波（1.4.2）則用Βρεττανία（Brettania）。近古時代的希臘地理學家赫拉克利亞的馬西安在他的《Periplus maris exteri》中使用αἱ Πρεττανικαὶ νῆσοι（the Prettanic Isles）這個詞。拜占庭的斯特凡诺斯則註解Ἀλβίων（Albion，阿爾比恩）為νῆσος Πρεττανική, Μαρκιανὸς ἐν περίπλῳ αὐτῆς. τὸ ἐθνικὸν Ἀλβιώνιος（"the Pretannic island，根據馬希恩的《Perciplus》;阿爾比恩人" Ethnica 69.16）。
這些Prettanike諸島的人們被稱為Πρεττανοι（Priteni或是Pretani）。這些名稱導致了一個較新的詞不列敦人（the 凱爾特布立吞人）的出現，這個詞是指南部不列顛人。而這些名稱是起源於一個凱爾特語的名稱，而這個名稱可能已從高盧人那裏傳給了畢特阿斯而使得他可能已使用這個名稱做為他們對島上居民的稱呼。Priteni是威爾斯語中Prydain這個詞的來源，也是Britain這個戈伊德爾語中用來指早期說布立吞亞支語的愛爾蘭與北蘇格蘭居民的詞Cruithne之來源。後者後來被古羅馬人叫做是皮克特人（Picts）或者是卡莱多尼安人（Caledonians）。
Brittia這個詞據說是被六世紀的尼德蘭人民所使用，而在普羅科匹厄斯做為一個用於大不列顛島的名稱出現。而拉丁詞（比德使用過的Brittania）被阿佛列大帝借入古英語中成為bryttania這個詞。公元九世紀《不列顛人的歷史》這本書提供了一個包含了特洛伊的布鲁图斯在內的起源神話。